# براونوایلر
براونوایلر (به آلمانی: Braunweiler) یک شهر در آلمان است که در باد کرویتسناخ واقع شده‌است.